# Jaworki

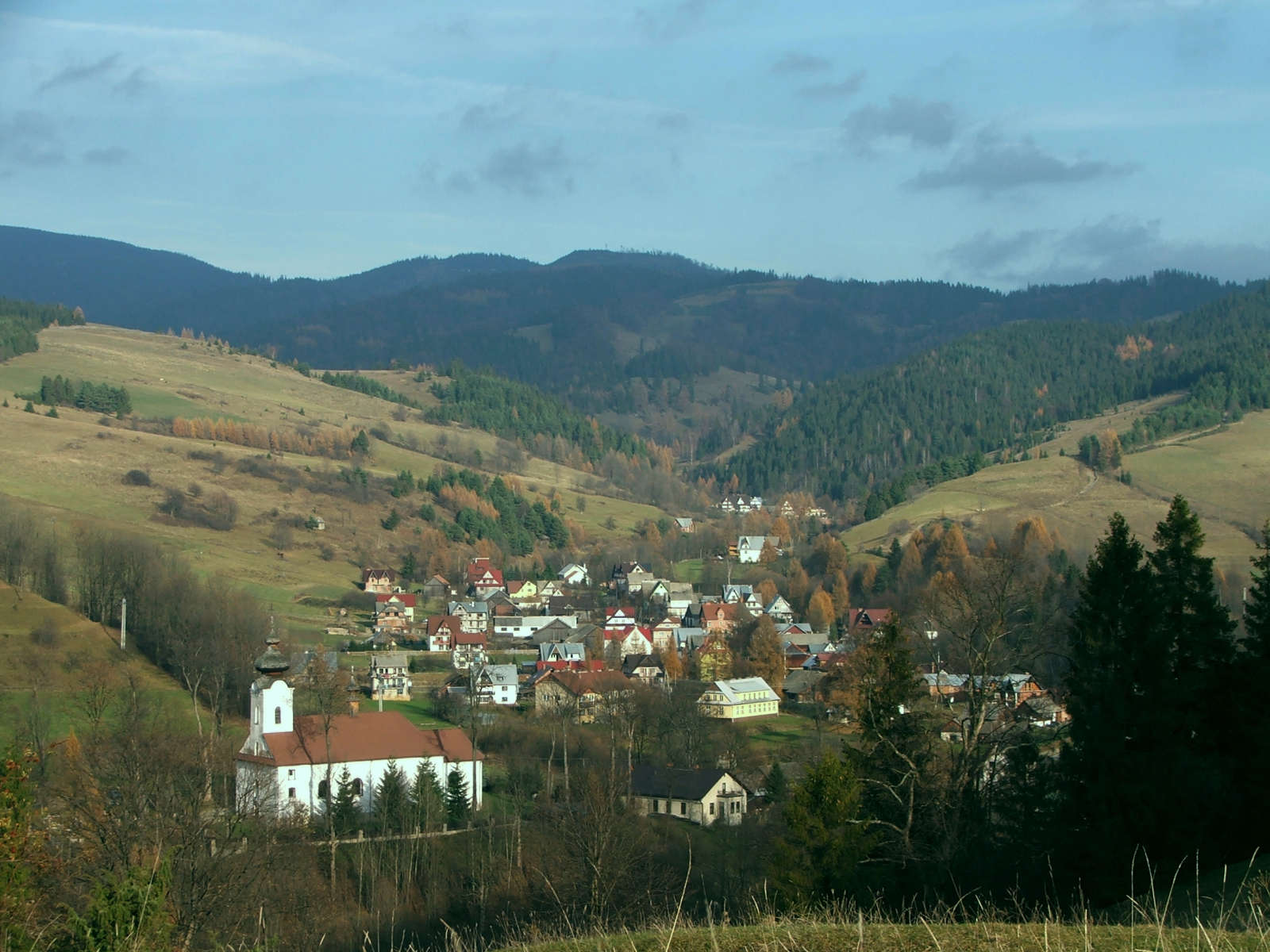
Ortsansicht

Jaworki (ukrainisch Явірки, Jawirky) ist eine Ortschaft mit einem Schulzenamt der Gemeinde Szczawnica im Powiat Nowotarski der Woiwodschaft Kleinpolen in Polen.

## Geographie
Der Ort liegt an den Bächen Grajcarka (früher Ruski Potok), Biała Woda und Czarna Woda, zwischen den Sandezer Beskiden (Beskid Sądecki) im Norden und den Pieninen, konkret den Kleinen Pieninen, im Süden, im Westen liegt Szlachtowa. Im Süden grenzt der Ort an die Slowakei.
Weitere Ortsteile sind Zapustek und die zwei ehemaligen Dörfer Biała Woda und Czarna Woda.

## Geschichte
Der Ort liegt im sogenannten Lemkenland, und zwar in einer Enklave am weitesten westlich gelegen an der polnischen Seite der Grenze, obwohl er im Süden an die russischen/lemkischen Dörfer Veľký Lipník und Stráňany grenzte. Das erste lemkische Dorf im Osten in Polen war Wierchomla Wielka. Diese Enklave, von Roman Reinfuss Ruś Szlachtowska genannt, umfasste vier Dörfer (Jaworki, Szlachtowa, Biała Woda und Czarna Woda). Bis zur Aktion Weichsel im Jahre 1947 wurde sie von spezifischen Untergruppen der Lemken bewohnt.
Der Ort wurde im Jahre 1581 erstmals erwähnt, und zwar unter der ruthenischen Form des Namens (abgeleitet von den Berg-Ahornen). Später entstanden Biała Woda und Czarna Woda. Im Jahre 1651 wohnten 9 Familien in Biała Woda. Im Jahre 1680 wurde eine griechisch-katholische Pfarrei in Jaworki für die vier Dörfer errichtet.
Bei der Ersten Teilung Polens kam Jaworki 1772 zum neuen Königreich Galizien und Lodomerien des habsburgischen Kaiserreichs (ab 1804).
Im Jahre 1900 hatte die Gemeinden Jaworki, Biała Woda und Czarna Woda 156, 122 bzw. 67 Häuser mit 699, 670 bzw. 357 Einwohnern, davon mit einer Ausnahme (ein römisch-katholischer Pole) alle ruthenischsprachig und griechisch-katholisch.
1918, nach dem Ende des Ersten Weltkriegs und dem Zusammenbruch der k.u.k. Monarchie, kam Jaworki zur Zweiten Polnischen Republik. Im Zweiten Weltkrieg gehörte es zum Generalgouvernement.
Nach der Aktion Weichsel verfielen viele Gebäude in Biała und Czarna Woda oder wurden zerstört. Von 1962 bis 2007 wurden Jaworki, Biała Woda und Czarna nach Szczawnica eingemeindet. Biała Woda und Czarna Woda sind heute nur Ortsteile von Jaworki.
Von 1975 bis 1998 gehörte Jaworki zur Woiwodschaft Nowy Sącz.

## Sehenswürdigkeiten
- Ehemalige griechisch-katholische Kirche, erbaut 1798, nach der Aktion Weichsel römisch-katholisch
- Naturschutzgebiete: Wąwóz Homole, Zaskalskie-Bodnarówka, Biała Woda, Wysokie Skałki

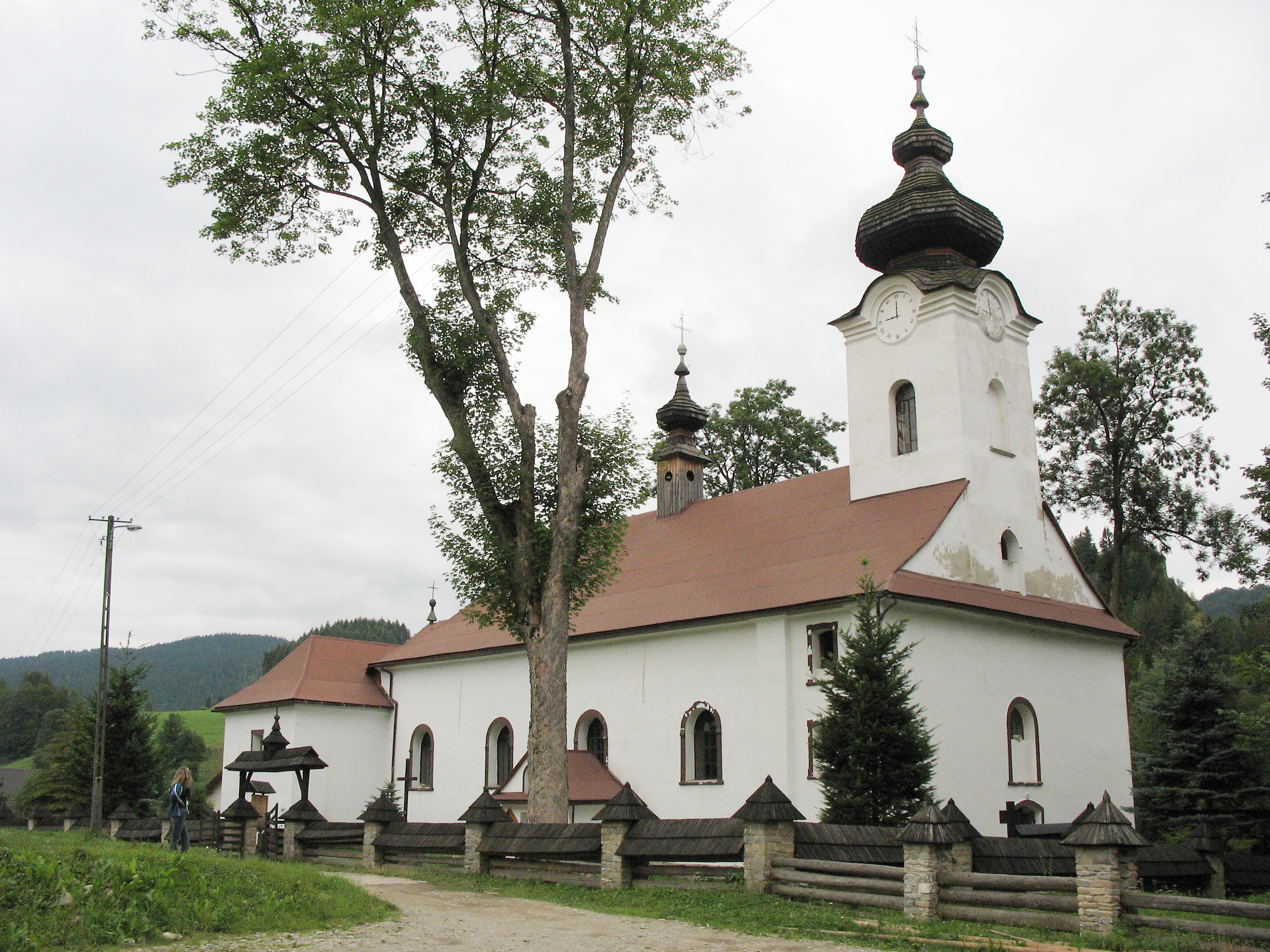
Ehem. griechisch-katholische Kirche
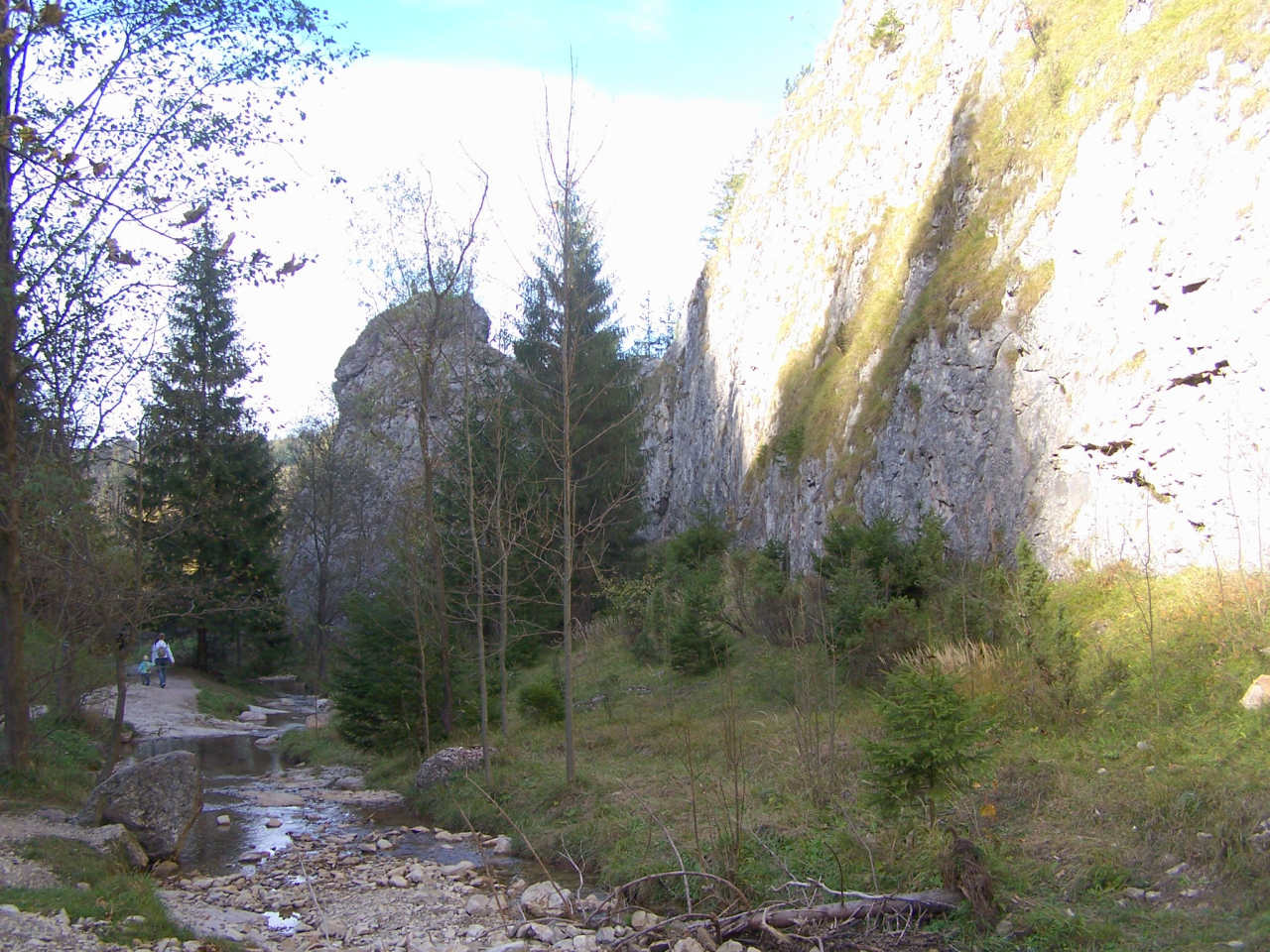
Naturschutzgebiet Wąwóz Homole
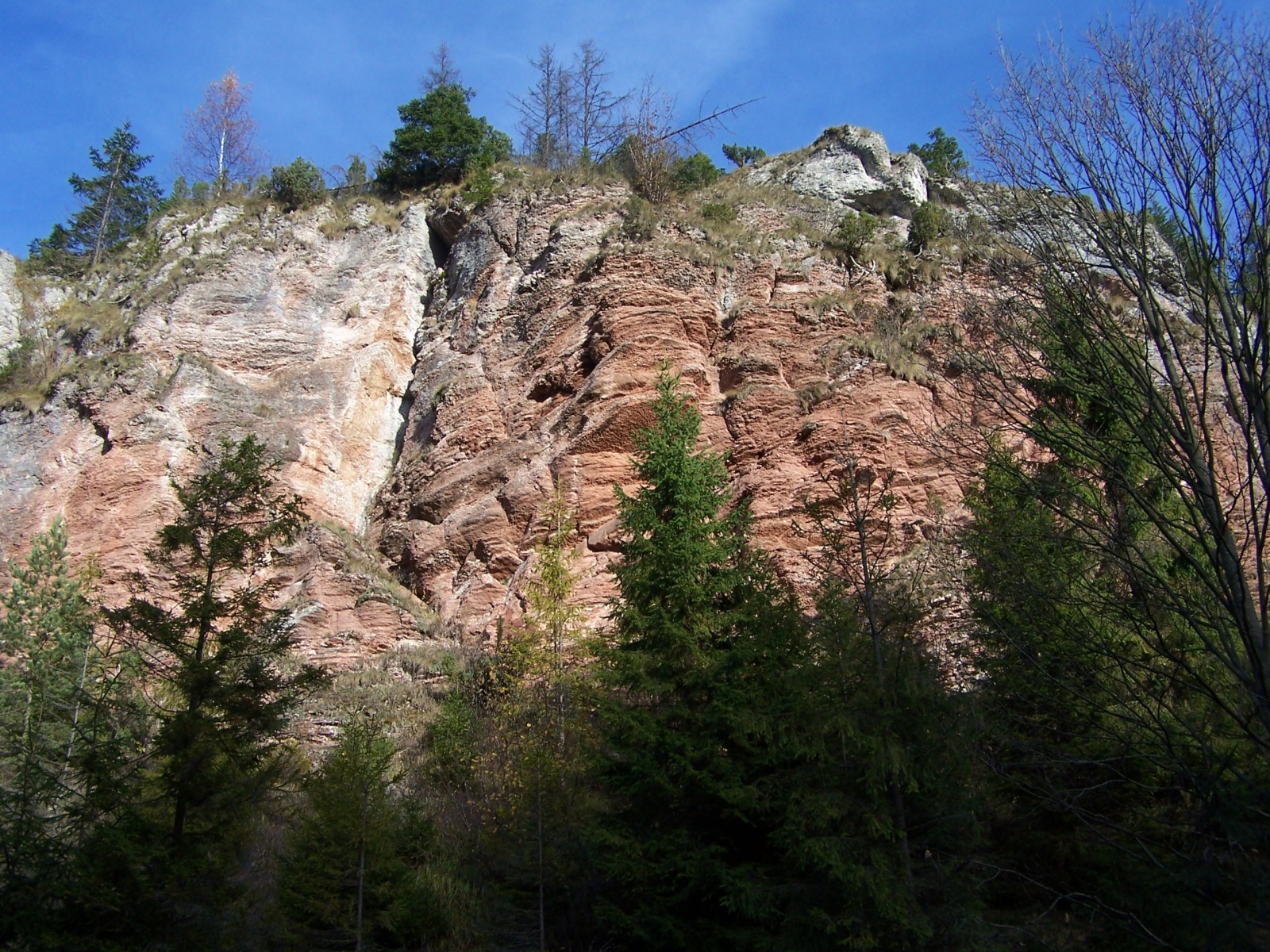
Czerwona Skała (Roter Fels) im Naturschutzgebiet Zaskalskie-Bodnarówka
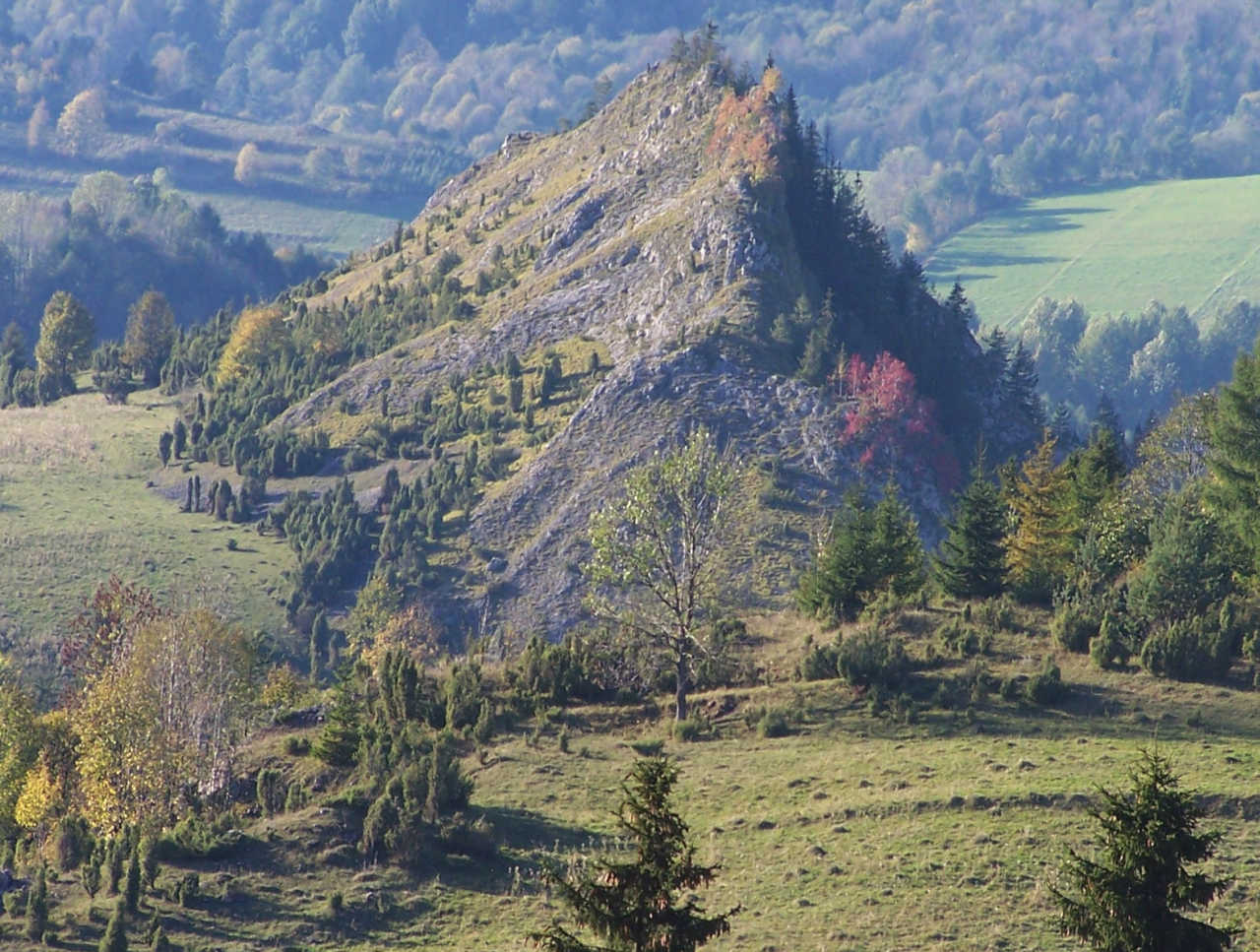
Naturschutzgebiet Biała Woda